# SGR 1935+2154

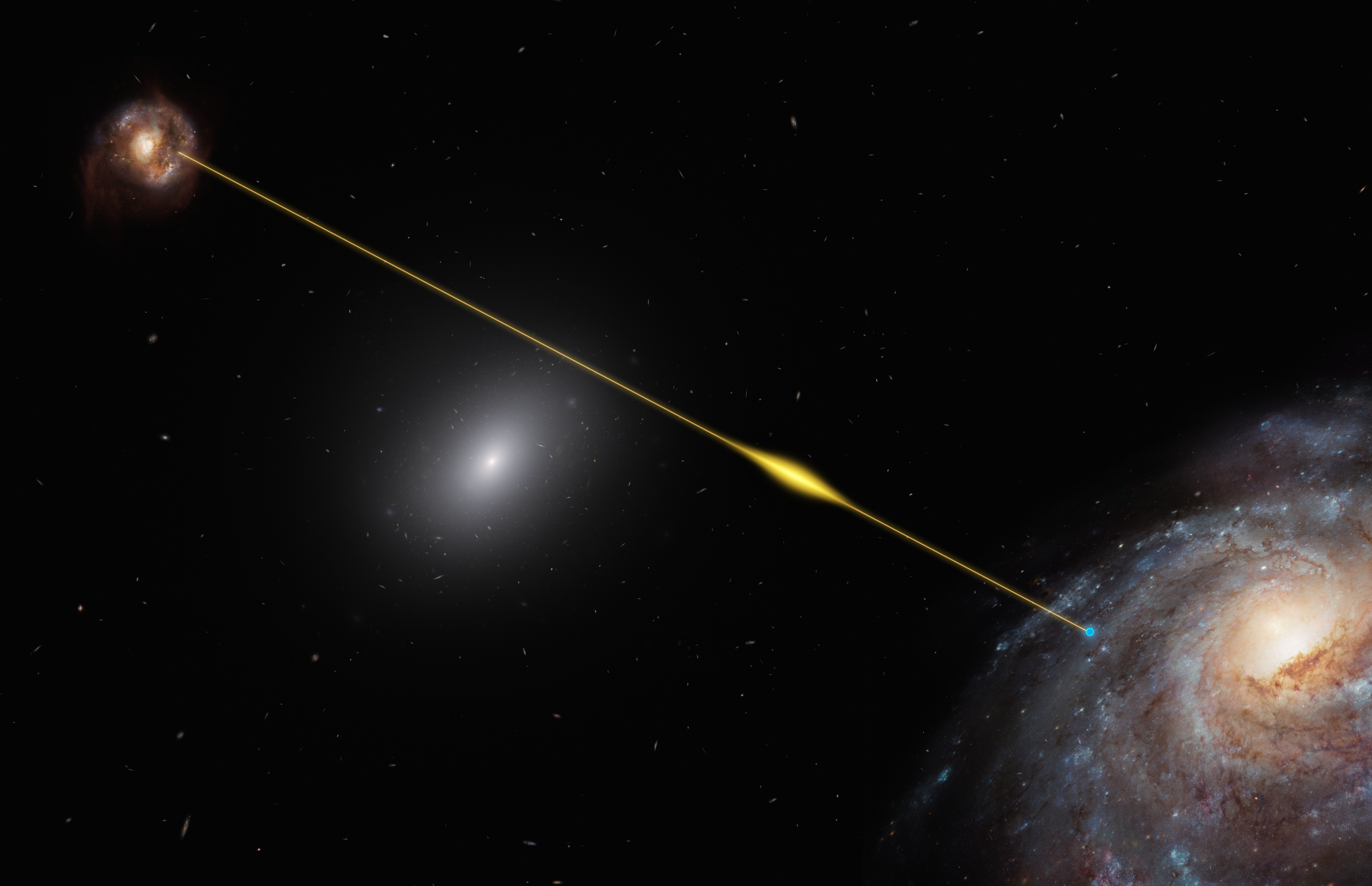
Exempel på en snabb radioskur (FRB) från yttre rymden till jorden (konstnärsidé)

SGR 1935+2154 är en soft gammarepeater (SGR) (neutronstjärna med mjuk gammastrålning) som är en äldre stjärnlämning, i södra delen av stjärnbilden Räven, ursprungligen upptäckt 2014 av Swiftteleskopet. För närvarande förklaras SGR-fenomenen och de relaterade anomala röntgenpulsarerna (AXP) som härrörande från magnetarer. Den 28 april 2020 observerades denna kvarleva cirka 30 000 ljusår bort i Vintergatan vara förknippad med en mycket kraftfull radiopuls känd som en snabb radioskur eller FRB (betecknad FRB 200428),  och en relaterad röntgenflare.   Observationen är betraktad som den första FRB som upptäckts inuti Vintergatan, och den första som är kopplad till en känd källa.  Senare under 2020 visade sig SGR 1935+2154 vara upphovet till upprepade snabba radioskurar.